# Hoofdsteden en graven van het oude koninkrijk Koguryo
De hoofdsteden en graven van het oude koninkrijk Koguryo zijn in 2004 opgenomen in de werelderfgoedlijst van de UNESCO. Dit cultureel erfgoed omvat de resten van drie steden, Wu Nu Shan, Gungnae-seong en Hwando, en veertig graftombes van het koninkrijk Koguryo. Tussen 277 v.Chr. en 688 na Chr. omvatte dit rijk de noordelijke helft van Korea en delen van Noord-China. 
De drie steden waren bergvestingen. Gungnae-seong (nabij Ji'an) was een ondersteunende hoofdstad van Koguryo. Pyongyang in het huidige Noord-Korea was de voornaamste hoofdstad van het rijk.
In het bergfort Hwando zijn een paleis en 37 graftombes opgegraven. De tombes tonen de grote invloed van de Chinese cultuur op het koninkrijk. De plafonds van deze tombes zijn zo vernuftig gebouwd dat ze zonder zuilen een grote ruimte kunnen overspannen en tegelijkertijd de last van de bovengelegen stenen of aarden heuvel kunnen dragen. 
Chinese Muur · Heilige berg Taishan · Verboden Stad · Paleis van Mukden · Mogaogrotten · Mausoleum van de eerste Qin-keizer · Vindplaats van de Pekingmens in Zhoukoudian · Berglandschap van Huang Shan · Jiuzhaigou-vallei · Huanglong · Wulingyuan · Bergresidentie en afgelegen tempels van Chengde · Tempel en begraafplaats van Confucius en het huis van de familie Kong in Qufu · Oud gebouwencomplex in de Wudangbergen · Historisch ensemble van het Potala-paleis in Lhasa · Jokhangtempel · Norbulingkatempel · Nationaal park Lushan · Landschap rond de berg Emei, inbegrepen het gebied van de Grote Boeddha van Leshan · Oude stad Lijiang · Oude stad Pingyao · Suzhou · Zomerpaleis, een keizerlijke tuin in Peking · Tempel van de hemel, een keizerlijk offeraltaar in Peking · Rotssculpturen van Dazu · Wuyigebergte · Oude dorpen in zuidelijk Anhui - Xidi en Hongcun · Keizerlijke paleizen van de Ming- en Qing-dynastieën in Peking en Shenyang · Grotten van Longmen · Qingcheng en Dujiangyan-irrigatiesysteem · Grotten van Yungang · Beschermd gebied van drie parallelle rivieren in Yunnan · Hoofdsteden en graven van het oude koninkrijk Koguryo · Historisch centrum van Macau · Reservaten van de reuzenpanda in Sichuan · Yinxu · Diaolou en dorpen in Kaiping · Zuid-Chinese karstlandschap · Tulou in Fujian · Nationaal park Sanqingshan · Wutai Shan · Cultuurlandschap van het Westelijke Meer van Hangzhou · Tian Shan in Xinjiang · Cultuurlandschap van rijstterrassen van de Hani in Honghe · Het Grote Kanaal · Zijderoute: het wegennetwerk van de Chang'an-Tiensjancorridor · Sites van de Tusi · Cultuurlandschap met rotstekeningen van Zuojiang Huashan · Hubei Shennongjia · Qinghai Hoh Xil · Gulangyu: een historische internationale nederzetting · Fanjingshan · Archeologische ruïnes van de stad Liangzhu · Trekvogelreservaten langs de kust van de Gele Zee en de Golf van Bohai · Quanzhou